# Parc Natural del Saja-Besaya
El Parc Natural del Saja-Besaya a la comunitat autònoma de Cantàbria, va ser declarat parc natural el 1988. El seu enclavament és una àrea entre les conques hidrogràfiques del Saja i Besaya, i s'estén des del mont Río los Vados a l'extrem nord, fins als monts de Fuentes-Palombera i Sierra del Cordel (Campoo) en el seu límit sud. L'extensió del parc natural és una superfície de 24.500 ha, de les quals 23.932 corresponen a monts d'utilitat pública. Tot el parque està integrat a la Reserva Nacional de Caça del Saja. L'àrea protegida té una gran riquesa de fauna i flora

## Territoris
El parque el componen territoris que pertanyen als termes municipals: Arenas de Iguña, Cabuérniga, Cieza, Hermandad de Campoo de Suso, Ruente i Los Tojos, a més de la totalitat de l'extensió de la Mancomunidad Campoo-Cabuérniga.
L'únic nucli urbà assentat dins del parc natural és el conjunt històric de Bárcena Mayor, poble antic i un exemple clar de l'arquitectura muntanyenca.

## Característiques
La geografia del Parc Natural Saja-Besaya es caracteritza per valls profundes que han anat excavant els nombrosos rius i rierols tributaris del Saja i del Besaya. La diversitat dels seus ecosistemes està determinada pel contrast altimètric existent entre les seves cotes baixes, al voltant dels 200 metres, i els cims del Peña Iján, amb 2.084 m, i Pico Cordel, amb 2.061 metres d'altitud.

## Usos
L'extensió del parc es classifica en diverses zones d'usos; d'ús recreatiu, forestal, d'ús agropecuari i de reserva. A les zones d'aprofitament ramader destaquen els exemplars bovins de raça tudanca, una peculiar raça de boví autòctona, molt lligada a la tradició de la zona. Les zones de reserva són àrees d'especial protecció, a l'interior del parc s'han establert dues zones:

## Flora
Comprèn àrees forestals de gran interès (superfície forestal d'11.475 hectàrees), que s'alternen amb zones de pastura i vessants cobertes de matoll. Destaca especialment el roure a les zones baixes i septentrionals i el faig en les zones altes (Saja i Bárcena Mayor) així com el grèvol i el bedoll i la moixera de guilla de l'estage montà.
- Cureñas-Canal del infierno, 575 hectàrees.
- Monte Quemado, 195 hectàrees.

## Fauna
Entre les nombroses espècies, cal destacar el porc senglar, la polla bruna, la llúdria, el llop, l'àguila reial i el cabirol. El cérvol, que fou reintroduït el 1949, es troba actualment a tot el territori, i atrau a milers de visitants que esperen gaudir amb la brama durant l'època de zel. A la zona sud del parc és possible observar l'os bru cantàbric.

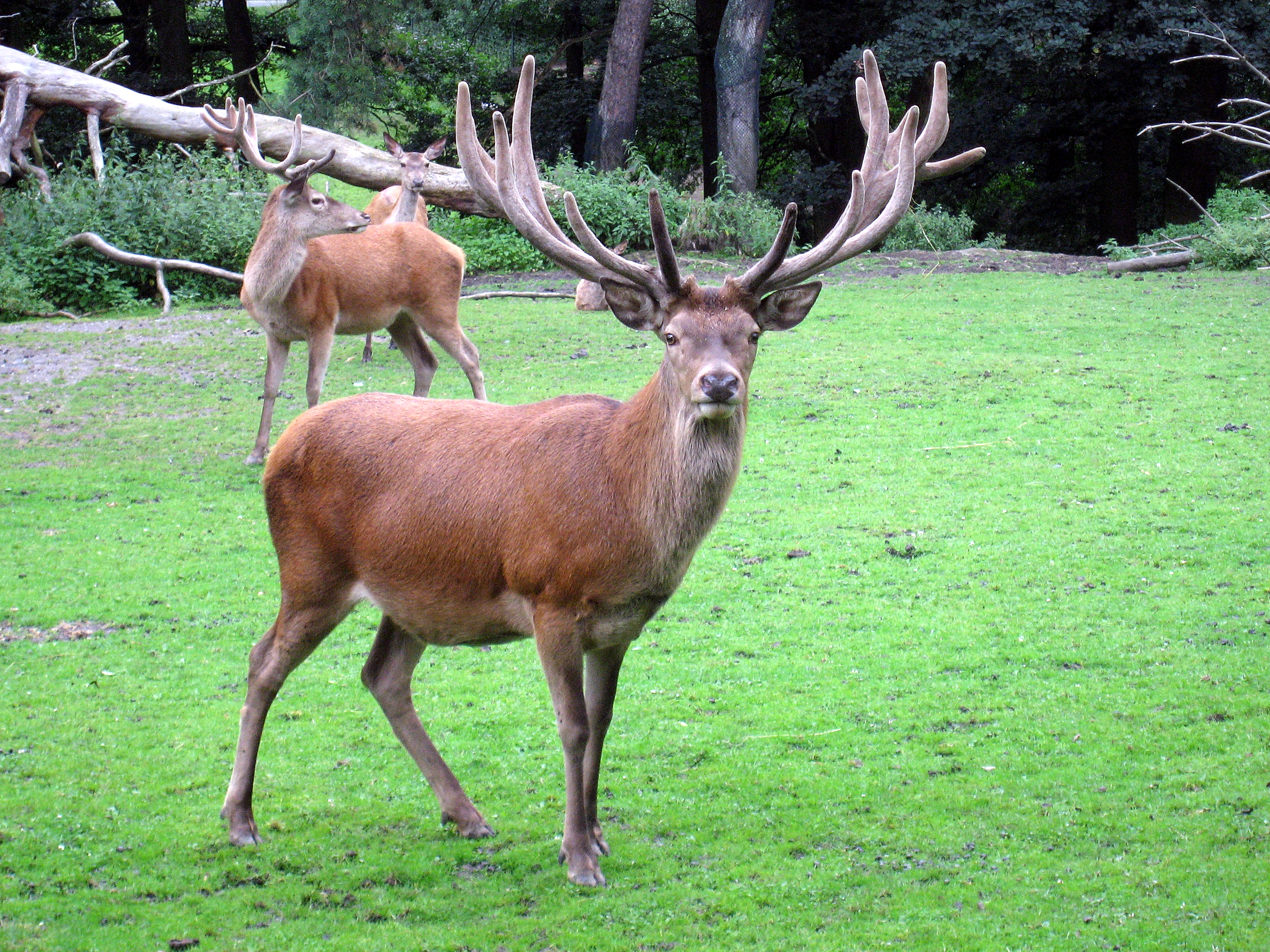
Cérvol
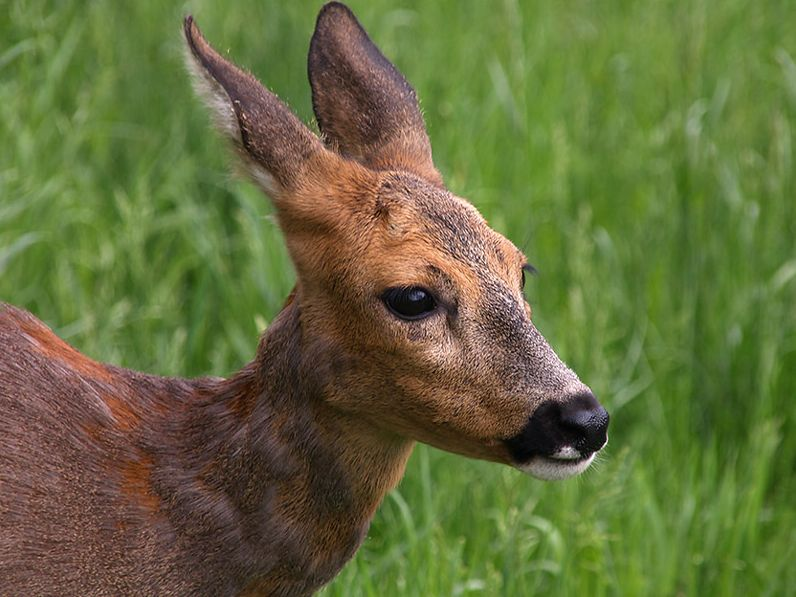
Cabirol
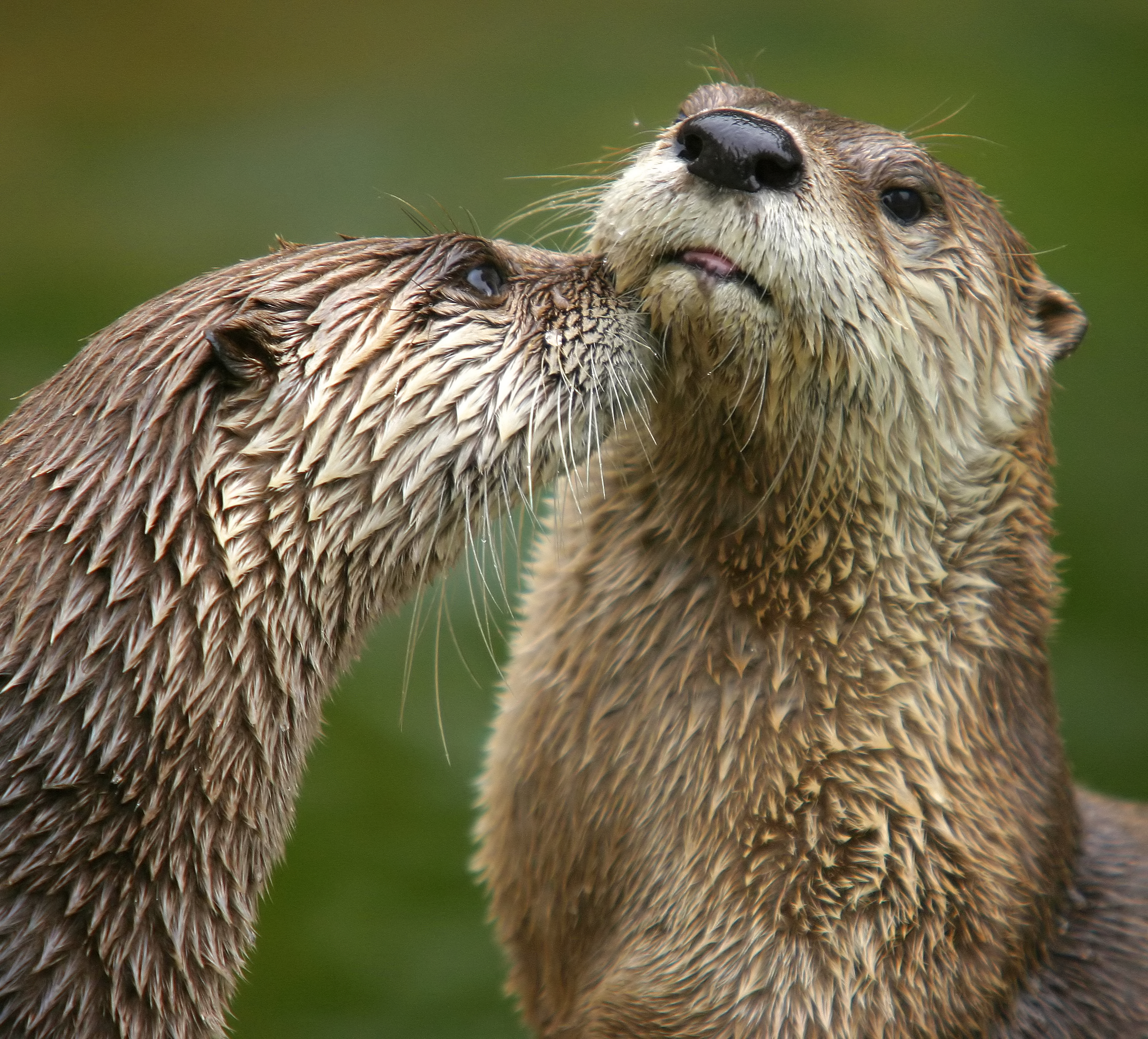
Llúdria
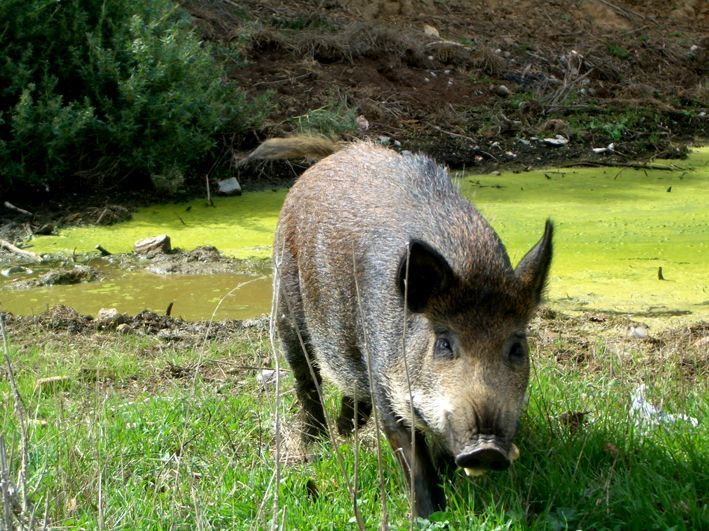
Porc senglar
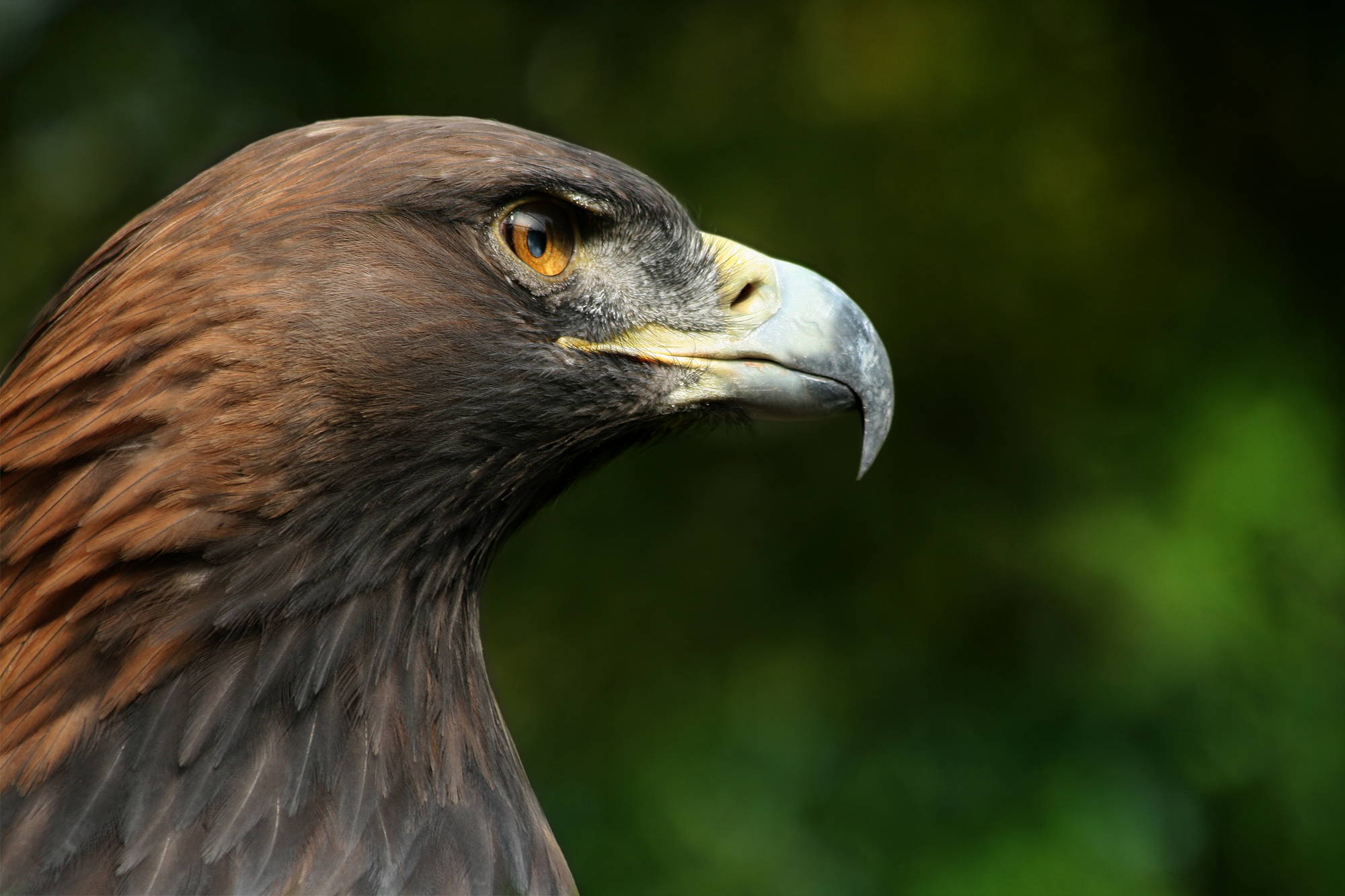
Àguila reial